# 约翰·惠特克 (马术运动员)
约翰·惠特克（英語：John Whitaker，1955年8月5日—），英国男子马术运动员。他曾代表英国参加1984年、1992年、1996年、2000年、2008年和2016年夏季奥林匹克运动会马术比赛，其中1984年奥运会获得一枚银牌。

## 家庭
弟弟迈克尔·惠特克。